# Wechina
Wechina is een geslacht van wantsen uit de familie van de Thaumastocoridae. Het geslacht werd voor het eerst wetenschappelijk beschreven door Drake & Slater in 1957.

## Soorten
Het genus is monotypisch en bevat alleen de volgende soort:

- Wechina chinai Drake & Slater, 1957